# Сосфен
Сосфен (греч. Σωσθένης; ум. 278 до н. э.) — македонский царь в 279—278 годах до н. э.
Сосфен стал царём, сместив правившего до него Антипатра II. В это время на Македонию напали племена галатов. Сосфен собрал воинов и смог изначально добиться небольшого успеха, но летом 279 года до н. э. другая часть галатов прошла через территорию Македонию в Грецию, разоряя всё на своем пути.
В этот важный для Македонии момент Сосфен скончался.